# Ivar Mathisen
Ivar Mathisen (Bærum, 14 de junio de 1920-Bærum, 7 de octubre de 2008) fue un deportista noruego que compitió en piragüismo en la modalidad de aguas tranquilas.
Participó en dos Juegos Olímpicos de Verano en los años 1948 y 1952, obteniendo una medalla de plata en la edición de Londres 1948 en la prueba de K2 10 000 m. Ganó dos medallas de plata en el Campeonato Mundial de Piragüismo en los años 1948 y 1950.

## Palmarés internacional
| Juegos Olímpicos   | Juegos Olímpicos       | Juegos Olímpicos | Juegos Olímpicos |
| Año                | Lugar                  | Medalla          | Evento           |
| ------------------ | ---------------------- | ---------------- | ---------------- |
| 1948               | Londres (Reino Unido)  | Medalla de plata | K2 10 000 m      |
| Campeonato Mundial |                        |                  |                  |
| Año                | Lugar                  | Medalla          | Evento           |
| 1948               | Londres (Reino Unido)  | Medalla de plata | K1 4 × 500 m     |
| 1950               | Copenhague (Dinamarca) | Medalla de plata | K2 1000 m        |